# Hermon Tecleab
Hermon Tecleab (3 dicembre 1993) è un calciatore eritreo, centrocampista del Ido's FC.

## Carriera

### Club
Dal 2008 gioca in patria, nel Mai Temenai.

### Nazionale
Ha debuttato con la Nazionale eritrea nel 2009. Nel 2011 gioca un incontro valevole per le qualificazioni ai Mondiali 2014.